# کرچواتس
کرچواتس (به صربی: Krćevac) یک منطقهٔ مسکونی در صربستان است که در توپولا واقع شده‌است. کرچواتس ۷۷۵ نفر جمعیت دارد.